# Crkva sv. Duha u Omišu
Crkva sv. Duha nalazi se u Omišu.

## Opis
Crkva sv. Duha sagrađena je u 16. st. u stilu renesanse i predstavlja najviši stilski domet omiške sredine. Vertikalnost sklopa istaknuta je zvonikom na preslicu sred fino klesanog pročelja, priljubljenom kulom gradskog sata i dvostrukim nizom stepenica koje iz ulice vode do crkve. Prozori s lučnim završetkom i skošenim okvirom su postavljeni samo na bočnim stijenkama apside dok je sred pročelja manji kolut razdijeljen stupićima. Središnji otvor u obliku četverolista okružen je gotičkim motivom izmjeničnih zubaca. Glavni portal ima bogat višestruko profilirani okvir s natpisom o obnovi crkve 1585. godine. Unutrašnjost je presvođena prelomljenim svodom s kamenim vijencem na njegovom podanku.

## Zaštita
Pod oznakom Z-5059 zavedena je kao nepokretno kulturno dobro - pojedinačno, pravna statusa zaštićena kulturnog dobra, klasificirano kao "sakralna graditeljska baština".